# Peter Franz Oster
Peter Franz Oster (* 21. September 1772 in Koblenz; † 7. März 1841 in Cochem) war Landrat im Kreis Cochem.

## Leben und Karriere
Seine Eltern waren der Gerichtsschöffe Peter Oster († in Köln) und Anna Maria Oster (geb. Beidner). Seine Ausbildung absolvierte er auf dem Jesuitenkollegium in Koblenz. 1792 war er in holländischen Diensten, 1795 dann Generalsekretär der Munizipalverwaltung Mayen, ab Juli 1796 Bürgermeister von Kaisersesch, seit dem 9. Februar 1805 Bürgermeister von Cochem, 1810 Maire der Stadt Cochem und zugleich Bezirksrat des Arrondissement Koblenz, am 29. Mai 1816 wurde er weiterhin Bürgermeister der vereinigten Bürgermeistereien Cochem und Pommern (Mosel) mit Sitz in Klotten sowie Notar des Kantons Cochem und Bataillonschef der Bürgermiliz.
Am 20. Mai 1816 wurde er landrätlicher Kommissar im Kreis Cochem und mit allerhöchster Kabinettsorder ab 19. Oktober 1818 Landrat im Kreis Cochem, am 17. November 1818 erfolgten der Amtsantritt und die Vereidigung. Er gab der übergeordneten Behörde informative Berichte über den Schieferbergbau und die Schiefergruben in Laubach und Müllenbach. Zum 1. März 1841 ließ er sich auf eigenen Wunsch hin pensionieren.
In erster Ehe war Oster mit Katharina Beck († 31. Januar 1801 in Cochem) verheiratet und am 27. November 1802 heiratete er in Cochem Anna Constanze Elisabeth Antonia Sonntag (* 12. September 1779 in Trier; † nach 1845), mit der er neun Kinder hatte.

## Auszeichnungen
- 1840: Roter Adlerorden 3. Klasse